# Xú
Xú 徐 (spreekt uit als [Ssjuu]) is een Chinese achternaam die zijn oorsprong vindt in de Chinese provincie Anhui, gebied Sixian. Deze achternaam staat op de  plaats van de Baijiaxing. Volgens een mythe zijn de mensen met de achternaam Xu nakomelingen van Li Sheng uit de Vijf Dynastieën en Tien Koninkrijken en ontstond deze achternaam uit de achternaam Ying 嬴.
- Vietnamees: Từ
- Koreaans: Seo (서)

## Bekende personen met de naam Xú of Tsui 徐
- Tsui Hark (1950), filmregisseur en filmproducent uit Hongkong.
- Paula Tsui (1948), Chinese Cantopopzangeres
- Tsui Kam Kong (1960), Chinese acteur
- Xu Demei (1967), Chinese speerwerpster
- Xu Xiake (1587), Chinees schrijver
- Xu Jun (1962), Chinese schaker
- Xu Weilun (1978), Taiwanese toneelspeelster
- Xu Yuhua (1976), Chinese schaakster